# Otto (Nederlandse stripreeks)
Otto (of Otto van Irtin of Otto, man van Saxnot) is een Nederlandse tekststrip en krantenstrip die werd getekend door de striptekenaar Gerrit Stapel van de Toonder Studio's. Veel verhalen schreef Stapel zelf, maar de eerste twee verhalen werden geschreven door Eiso Toonder en Lodewijk Karseboom en er zijn ook verhalen geschreven door Lo Hartog van Banda.
De strip speelt in de middeleeuwen en gaat over Otto, de zoon van Cleon heer van de burcht Irtin in het fictieve hertogdom Armagom, en zijn schildknaap Distel. De burchtheer Cleon leidt na de dood van zijn vrouw een teruggetrokken bestaan en experimenteert met alchemie. In het eerste verhaalt arriveert de vreemdeling Fenton van Ravenhorst, die de burchtheer in ruil voor alchemistische recepten het ene stuk land na het andere weet af te troggelen. Het is aan Otto om het erfgoed te verdedigen. Naast Fenton is de Viking Sigurd een andere terugkerende vijand.

## Publicatie
De stripreeks werd vanaf 1955 gepubliceerd in De Telegraaf en de Belgische krant Het Volk en van 1962 t/m 1966 in het Nederlandse jeugdtijdschrift Kris Kras. Stapel zou in totaal 22 verhalen produceren. De uitgeverij Het Volk gaf 1956 t/m 1958 de eerste vijf verhalen uit als stripalbum. In 1970 en 1971 zou Wolters Noordhoff nog drie verhalen uitgeven.